# Coll de Gossem
El Coll de Gossem és una muntanya de 799 metres que es troba al municipi de Castellfollit del Boix, a la comarca catalana del Bages.
Al cim hi ha un vèrtex geodèsic (referència 278113001).